# بيتر ماكدونالد (دراج)
بيتر ماكدونالد (بالإنجليزية: Peter McDonald)‏ هو دراج أسترالي، ولد في 22 سبتمبر 1978 في كونابرابران ‏ في أستراليا.

## وصلات خارجية
- بيتر ماكدونالد على موقع الاتحاد الدولي للدراجات (الإنجليزية)
- بيتر ماكدونالد على موقع أرشيف الدراجات (الإنجليزية)
- بيتر ماكدونالد على موقع إحصائيات الدراجات الإحترافية (الإنجليزية)
- بيتر ماكدونالد على موقع نسبة الدراجات (الإنجليزية)
- بيتر ماكدونالد على موقع CycleBase (الإنجليزية)